# 395 (číslo)
Tři sta devadesát pět je přirozené číslo. Následuje po číslu tři sta devadesát čtyři a předchází číslu tři sta devadesát šest. Římskými číslicemi se zapisuje CCCXCV a řeckými číslicemi τϟε.

## Matematika
395 je:
- Deficientní číslo
- Složené číslo
- Nešťastné číslo

## Astronomie
- (395) Delia je planetka hlavního pásu, kterou objevil v roce 1894 Auguste Charlois

## Roky
- 395
- 395 př. n. l.